# III Festival Viva Dichato
El III Festival Viva Dichato se realizó los días 1, 8, 15 y 22 de febrero de 2014 en la cancha de Dichato, ubicada a tres cuadras de la playa de la ciudad. El festival se transmitió en un canal nacional, Mega, quien compró los derechos para transmitir este festival. El propósito de este evento fue aumentar el turismo que se vio afectado desde el tsunami que afectó a la ciudad luego del terremoto del 27 de febrero de 2010. El animador del evento es Luis Jara.

## Webshow
El webshow se transmitió todos los sábados de febrero, a las 21 horas por el sitio web de Mega. 
Su conducción estuvo a cargo de la actriz y cantante Catalina "Kata" Palacios y el notero Álvaro "Nacho Pop" Reyes .

## Escenario
El lugar donde se realizó Viva Dichato 2014, es el mismo del año pasado y para evitar problemas con la lluvia y el barro, los organizadores instalaron una capa de ripio que ayudará al escurrimiento del agua. La localidad de Dichato es parte de la comuna de Tomé, se ubica a poco más de 35 kilómetros de Concepción y su festival nació como una forma de reconstruir el espíritu y el alma de los habitantes de uno de los sectores más afectados por el terremoto y posterior maremoto del 27 de febrero de 2010. En su tercera versión, y al igual que la de 2013, el evento será transmitido en vivo por Mega junto con Radio Bío-Bío y Radio Candela FM.

## Artistas confirmados
- Axe Bahía
- Elenco de Cachureos[4]
- Charlie Zaa
- Eyci and Cody
- Jordan[5]
- José Feliciano
- La cumbre mundialera: Carlos Caszely, Mala Junta y Alexitico y La Noche
- La Sonora de Tommy Rey
- La Sonora Dinamita
- Los Auténticos Decadentes
- Los Ramblers
- Pandora
- Sergio Dalma
- La Sonora Malecón

### Humor
- Blondon Boys
- Che Copete
- Elenco de Detrás del Muro
- Dinamita Show
- Fusión Humor
- Los Atletas de la Risa
- Lucho Arenas Jr.
- Pipo Arancibia

## Programación

### Día 1 (sábado 1)
| N.º | Nombre                                                                  | Descripción                    |
| --- | ----------------------------------------------------------------------- | ------------------------------ |
| 1   | Los Ramblers                                                            | Banda de jazz y rock.          |
| 2   | La cumbre mundialera: Carlos Caszely, Mala Junta y Alexitico y La Noche | Diversos estilos.              |
| 3   | Blondon Boys                                                            | Dúo humorístico.               |
| 4   | Los Auténticos Decadentes                                               | Banda argentina de Ska.        |
| 5   | Ernesto Belloni                                                         | Humorista (como "Che Copete"). |
| 6   | La Sonora Dinamita                                                      | Sonora colombiana de cumbia.   |
| 7   | La Sonora Malecón                                                       | Sonora colombiana de cumbia.   |

### Día 2 (sábado 8)
| N.º | Nombre                      | Descripción                                            |
| --- | --------------------------- | ------------------------------------------------------ |
| 1   | José Feliciano              | Cantante de boleros y baladas.                         |
| 2   | Pipo Arancibia              | Humorista.                                             |
| 3   | Axe Bahía                   | Grupo brasileño de baile axé y funk carioca.           |
| 4   | Eyci and Cody               | Dúo de reguetón y música urbana.                       |
| 5   | Elenco de "Detrás del Muro" | Grupo humorístico. Integrantes de Morandé con Compañía |
| 6   | Jordan                      | Cantante de música tropical.                           |

### Día 3 (sábado 15)
| N.º | Nombre                 | Descripción | Lista de temas / Rutina |
| --- | ---------------------- | --- | --- |
| 1   | Cachureos              | Show para público infantil aniversario 30 años (Participación especial de Yamna Lobos, Camila Andrade, Kathy Contreras y Melina Figueroa como chicas yeyé). | Ver lista 1. Llegó La Hora 2. A Mover el Pollo 3. El Profesor Distraído 4. Las Vocales 5. Haga Pi Pi 6. Haga Cacuca 7. Yo Soy Juanito 8. Ki Ki Ri Que Le Haga 9. La Chica Ye Ye 10. Zancudo Draculon 11. Congelao 12. La Mosca 13. El Baile del Perrito 14. Característica 15. Chu Chu ua Chu Chu ua |
| 2   | Dinamita Show          | Dúo humorístico. | Ver lista - Los menores - El conjuro - Los encapuchados - Clave |
| 3   | Alexitico y La Noche   | Cantautor de musica tropical y cumbia | Ver lista 1. Intro 2. Cierra la puerta 3. Si me dices adiós 4. Y volar 5. El casado 6. Lastima 7. Es el amor 8. Dame un besito 9. Mal amor 10. Maldito corazón 11. Rico y suave 12. Quiero ser libre                                                                                                 |
| 4   | Los Atletas de la Risa | Trío humorístico. | Ver lista - Profesor de adivino - Ser carabinero - Clase de Educación Sexual - Adivinanza - Horóscopo - Los dolores más grandes que habían - Compadre y comadre Restorán la rima - Argentino, mexicano y chileno qué hacen lo mejor con la Sal - Gangoso con el tartamudo - Chiste de Paseo Ahumada  |
| 5   | Charlie Zaa            | Cantante de boleros. | Ver lista 1. Intro 2. Llora corazón 3. Un disco más / Niégalo todo 4. Odiame Cierre de Transmisión. 1. Te esperaré |

### Día 4 (sábado 22)
| N.º | Nombre                      | Descripción                                  | Lista de temas / Rutina |
| --- | --------------------------- | -------------------------------------------- | --- |
| 0   | Patricia Maldonado          | Obertura del Festival.                       | Ver lista 1. «Ay Jalisco, no te rajes» 2. «La Quintralada» 3. Salsa instrumental y solo de timbales |
| 1   | Lucho Arenas Jr.            | Humorista.                                   | Ver lista 1. Chistes cortos |
| 2   | Sergio Dalma                | Cantante español de baladas.                 | Ver lista 1. Cosa más bella 2. Soy un italiano 3. El mundo 4. Esa chica es mía 5. Yo no te pido la luna 6. Bailar pegados 7. Una historia distinta |
| 3   | La cumbre de las teleseries | Recuerdo de las mejores teleseries chilenas. | Ver lista 1. Bellas y audaces 2. Adrenalina 3. Romané 4. Iorana 5. Sucupira 6. Machos 7. Amores de mercado |
| 4   | Fusión Humor                | Grupo humorístico.                           | Ver listaMúsica, animación y chistes. |
| 5   | Pandora                     | Trío musical femenino mexicano de baladas.   | Ver lista 1. Con tu amor 2. Enséñame/Pobre diablo/ Insoportablemente bella 3. Solo él y yo 4. Alguien llena mi lugar 5. La maldita primavera 6. Cuando no estás conmigo/ Como una mariposa/ Mi hombre/ No puedo dejar de pensar en ti 7. Ya no quiero volver con usted/Vamos al Noa, Noa/Yo no nací para amar/ Hasta que te conocí/ Vamos al Noa Noa 8. Se solicita un amor 9. Cómo te va, mi amor 10. Popurrí Juan Gabriel |
| 6   | La Sonora de Tommy Rey      | Banda chilena de cumbia.                     | Ver lista 1. La parabólica 2. Se aleja el tren 3. El galeón español 4. Pedacito de mi vida 5. Candombe para José 6. Un año más 7. Loco, loco 8. El campesino 9. Negrito 10. La arañita 11. La puntada 12. El entierro de Tite 13. La peineta/ El caminante/Cumbia para adormecerte/Josefa 14. Daniela |